# Semana Santa en Alcalá de Henares
La Semana Santa de Alcalá de Henares conmemora anualmente la pasión, muerte y resurrección de Jesucristo, entre el Domingo de Ramos y el Domingo de Resurrección. Esta manifestación de religiosidad popular católica es llevada a cabo por hermandades y cofradías, algunas con varios siglos de historia.

## Historia
Las procesiones públicas de la Semana Santa católica se celebran regularmente en Alcalá de Henares desde el siglo XVII. Dos momentos críticos las extinguieron temporalmente: la Guerra de la Independencia y la Guerra Civil, haciendo desaparecer la mayoría de las cofradías penitenciales y sus archivos. Desde finales del siglo XX ha resurgido notablemente, incrementándose el número de hermandades, de pasos procesionales, de cofrades participantes (unos 4.000) y de visitantes a la ciudad atraídos por esta festividad religiosa.
A partir de 1404 las celebraciones se desarrollaban dentro de los templos, con procesiones en el interior de las parroquias de San Justo y Santa María la Mayor. Desde mediados del siglo XV, con la llegada de la Orden Franciscana a la ciudad, surgen los desfiles de disciplinantes, que realizaban recorridos devocionales que duraron hasta el siglo XVIII en Alcalá. Además, se crea la primera hermandad de pasión: la cofradía de la Vera Cruz (que desaparecería durante la Guerra de la Independencia).
El primer desfile procesional extramuros durante la Semana Santa se remonta a 1565, participando la cofradía de Ntra. Sra. de las Angustias, aunque fue un hecho aislado en el tiempo. Desde mediados del siglo XVII, en la tarde del Viernes Santo, se han venido realizando regularmente solemnes procesiones, con las imágenes de las cofradías penitenciales portadas en andas. Solían ir presididas por la cofradía del Santo Sepulcro, seguida por la de la Virgen de la Soledad, el Cristo Yacente y el Cristo de la Cruz a cuestas. Desde 1611, en la tarde del Jueves Santo se celebra la "Procesión de la Disciplina" con la Virgen de las Angustias, a la que se sumaron nuevos pasos: el Cristo de la Misericordia, el Descendimiento, el Cristo de la Columna y el Cristo de la Esperanza.
En 1662 se fundó la cofradía del Cristo de la Agonía, que desfilaba procesionalmente la madrugada del Viernes Santo, portando la imagen de Jesús Crucificado, talla atribuida a Pedro de Mena. A la que desde 1773 se añadirá el Cristo de los Doctrinos. Pero desde 1791, el Cristo de la Agonía pasará a procesionar el Miércoles Santo.
Con la Guerra de la Independencia, en 1808 se decreta el cierre de la mayoría de los conventos religiosos, afectando a los desfiles procesionales. La cofradía del Santo Sepulcro y la de la Vera Cruz se extinguieron; la de los Doctrinos y la de la Soledad suspenden sus actividades hasta bien pasada la contienda. En 1843 se refunda el Cristo de la Agonía, en 1858 la de Ntra. Sra. de los Dolores. Se restablecieron regularmente los desfiles procesionales de Semana Santa a partir de 1861, hasta su nueva suspensión en 1895. 
Se volviéndose a recuperar en 1917, hasta 1931, cuando se limitan los oficios y procesiones al interior de las iglesias. La Guerra Civil destruyó la mayoría de las imágenes procesionales, salvándose únicamente la del Cristo de los Doctrinos y el Cristo Yacente. En 1940 se realiza un Vía Crucis penitencial sin imágenes, y desde 1941 se vuelven a celebrar procesiones con pasos en la vía pública. Desde 1963 se organiza un procesión oficial o "general" (que durará hasta el año 2011) en la que estaban obligadas a participar todas las cofradías penitenciales, lo que originó la progresiva supresión de los desfiles organizados por las hermandades, salvo la del Cristo de la Agonía.
A partir de 1983 se inicia la progresiva recuperación de la Semana Santa de Alcalá de Henares, tal y como está organizada actualmente. Desde 1988 cuenta con el apoyo del Ayuntamiento, editando un programa y cartel alusivo, y facilitando su desarrollo y prestigio.

## Fiesta de Interés Turístico Nacional
El 1 de abril de 2004 fue declarada Fiesta de Interés Turístico Regional por el Consejo de Gobierno de la Comunidad de Madrid y el 24 de junio de 2019 fue declarada Fiesta de Interés Turístico Nacional por el Ministerio de Industria, Comercio y Turismo. La Concejalía de Turismo del Ayuntamiento organiza la "Ruta de las Procesiones", visitas guiadas a las iglesias y conventos de los que parten las procesiones, e informan sobre su historia y monumentos.

## Cofradías
En Alcalá de Henares los desfiles procesionales están organizadas por diez cofradías o hermandades de penitencia. Hay cofradías históricas, como la del Cristo Universitario de los Doctrinos, cuyos cofrades visten a la usanza de los estudiantes del Siglo de Oro. El Viernes Santo complutense cuenta con una de las cofradías más antiguas de la Comunidad de Madrid, la Hermandad de María Santísima de la Soledad Coronada, fundada en 1508 y es la primera imagen de la Virgen coronada canónicamente en Alcalá. Desde finales del siglo XX, la Semana Santa alcalaína vive un apogeo gracias a la fundación de nuevas hermandades, como la de la Resurrección en 2012 y la de Jesús Despojado en 2016. Estas asociaciones religiosas están coordinas por la Junta de Cofradías Penitenciales, con sede en el calle Cardenal Sandoval y Rojas, 3.
Además, existen trece cofradías de gloria. Son las hermandades que fomentan el culto a alguna advocación mariana o a algún santo. Entre ellas, destaca la Cofradía de la Virgen del Val, fundada en 1645, que está dedicada a la patrona de la ciudad, la Virgen del Val, que se venera en una ermita próxima al río Henares.
| Penitenciales                                | |                              |  |
| 1508                                         | Cofradía de María Stma. de la Soledad Coronada y Sagrado Descendimiento de Ntro. Sr. Jesucristo                                                     | c/ Diego de Torres, 3, bajo. |  |
| Siglo XVI                                    | Cofradía del Santo Entierro y Nuestra Señora de los Dolores                                                                                         | c/ Trinidad, 7               |  |
| 1660/09/01                                   | Cofradía del Stmo. Cristo de los Doctrinos y Ntra. Sra. de la Esperanza                                                                             | c/ Colegios, 9               |  |
| 1662                                         | Cofradía del Stmo. Cristo de la Agonía, María Stma. de los Dolores y San Juan                                                                       | c/ Santa Úrsula, 3           |  |
| 1955                                         | Hermandad de la Esclavitud de Nuestro Padre Jesús de Medinaceli y María Stma. de la Trinidad                                                        | c/ Mínimos, s/n              |  |
| 1988                                         | Cofradía del Stmo. Cristo Atado a la Columna (Cristo de las Peñas) y María Stma. de las Lágrimas y del Consuelo                                     | c/ Imagen, 7                 |  |
| 1995                                         | Cofradía del Stmo. Cristo de la Esperanza y el Trabajo, y Ntra. Sra. de la Misericordia                                                             | c/ Trinidad, 7               |  |
| 1997/10                                      | Hermandad Sacramental del Stmo. Cristo de los Desamparados, María Stma. de las Angustias y Sr. de la Divina Misericordia en las Negaciones de Pedro | c/ Empecinado, 2             |  |
| 2012/04/08                                   | Hermandad y Cofradía de Ntro. Padre Jesús Resucitado, Ntra. Sra. de la Salud y el Perpetuo Socorro, y San Diego de Alcalá                           | c/ Empecinado, 2             |  |
| 2016/01/23                                   | Hermandad de Jesús Despojado de sus Vestiduras, María Stma. de la Paz y la Esperanza, y San Juan Evangelista                                        | c/ Pío Baroja, 30            |  |
| De Gloria                                    | |                              |  |
| 1630                                         | Cofradía de la Virgen del Carmen | c/ Torrelaguna, 2            |  |
| 1645                                         | Cofradía de la Virgen del Val (patronal) | Avda. Virgen del Val, 69     |  |
|                                              | Cofradía de la Virgen Dolorosa | c/ Torrelaguna, 24, 2º B     |  |
|                                              | Cofradía del Buen Parto | c/ Libreros, 17              |  |
| 1975                                         | Hermandad de la Virgen de la Cabeza | c/ Empecinado, 2             |  |
| 1984/06/01                                   | Hermandad de la Virgen del Rocío | c/ Río Ebro, 19              |  |
|                                              | Hermandad de San José | c/ Libreros, 17              |  |
| 2019/05                                      | Hermandad de Santa Lucía | c/ Talamanca, 4, bajo        |  |
| Cofradías y hermandades de Alcalá de Henares | |                              |  |

## Procesiones
El programa incluye 15 procesiones en la Semana Santa Complutense, aunque puede cambiar cada año, las fechas y horarios más habituales son los siguientes.
| Viernes de Dolores               | 19:00 horas: Stmo. Cristo de la Agonía, María Stma. de los Dolores y San Juan |  |
| Domingo de Ramos                 | 10:40 h.: Entrada triunfal de Jesús en Jerusalén (o Procesión de la Borriquilla) 16:00 h.: Estación de penitencia de la Hermandad de Jesús Despojado de sus Vestiduras, María Stma. de la Paz y Esperanza, y San Juan Evangelista                                                                                                   |  |
| Lunes Santo                      | 21:00 h.: Stmo. Cristo de los Desamparados, María Stma. de las Angustias, y Sr. de la Divina Misericordia en las Negaciones de Pedro |  |
| Martes Santo                     | 17:00 h.: Procesión Residencia de Personas Mayores Francisco de Vitoria (Junta de Cofradías) 22:00 h.: Viacrucis de la Catedral con el Cristo de la Cruz a Cuestas |  |
| Miércoles Santo                  | 19:30 h.: Cristo de la Esperanza y el Trabajo, y Ntra. Sra. de la Misericordia 20:00 h.: Cristo Atado a la Columna, y Virgen de las Lágrimas y del Consuelo |  |
| Jueves Santo                     | 19:00 h.: Cristo Universitario de los Doctrinos, y Ntra. Sra. de la Esperanza 20:00 h.: Jesús Nazareno de Medinaceli, y María Stma. de la Trinidad |  |
| Viernes Santo                    | 06:00 h.: Stmo. Cristo de la Agonía, María Stma. de los Dolores y San Juan 19:00 h.: Jesús Nazareno de Medinaceli, María Stma. de la Trinidad 19:30 h.: Virgen de la Soledad Coronada, Descendimiento de Ntro. Sr. Jesucristo, y San Juan Evangelista 23:00 h.: (Procesión del silencio) Sto. Entierro y Ntra. Sra. de los Dolores. |  |
| Domingo de Resurrección          | 08:00 h.: Ntro. Padre Jesús Resucitado, Ntra. Sra. de la Salud y el Perpetuo Socorro, y San Diego de Alcalá. |  |
| Procesiones en Alcalá de Henares | |  |

## Pasos
Cada año salen veinte pasos en procesión, con distintas tallas de Jesucristo, de la Virgen María, y de algunos santos y apóstoles. Tienen un carácter ecléctico, con influencias castellanas y andaluzas, y con una rica galería de imágenes. Se contemplan tallas de gran valor histórico (Cristo de los Doctrinos, del siglo XVI) y calidad artística, como la del Cristo de la Esperanza y el Trabajo, el Cristo Yacente y la de la Virgen de la Soledad Coronada (escultura del imaginero sevillano Antonio Castillo Lastrucci).
| Fecha en Alcalá | Cofradía o hermandad (nombre abreviado) | Escultura                                                                 | Escultor                                       | Imagen |
| --------------- | --------------------------------------- | ------------------------------------------------------------------------- | ---------------------------------------------- | ------ |
| 1587            | Cristo de los Doctrinos                 | Cristo de los Doctrinos                                                   | Domingo Beltrán (atribuido)                    |        |
| 1600-1636       | Santo Entierro                          | Cristo yacente Ubicado en el Convento de las Dominicas                    | Gregorio Fernández (atribuido)                 |        |
| 1945            | Cristo de los Doctrinos                 | Virgen de la Esperanza                                                    | Juan Giner Masegosa (posible)                  |        |
| 1949            | Cristo de la Agonía                     | Cristo de la Agonía                                                       | Talleres de Olot                               |        |
| 1954            | Cristo de la Agonía                     | María Santísima de los Dolores                                            | Talleres de Olot                               |        |
| 1955            | Cristo de la Agonía                     | San Juan                                                                  | Talleres de Olot                               |        |
| 1960            |                                         | Cristo Agonizante Ubicado en la parroquia de Sto. Tomás de Villanueva     | Eduardo Pino Lozano (director) Talleres Granda |        |
| 1960-1969       | Cristo de la Columna                    | Cristo de la Columna (original)                                           | Sabel Costa y Obrador                          |        |
| 1961            | Virgen de la Soledad                    | Virgen de la Soledad                                                      | Antonio Castillo Lastrucci                     |        |
| 1963            |                                         | Cristo de la Agonía Ubicado en la Catedral-Magistral                      | Tomás Casado Herrero                           |        |
| 1975            | Jesús de Medinaceli                     | Jesús de Medinaceli                                                       | Emilio Tudanca Ruiz                            |        |
| 1999            | Jesús de Medinaceli                     | Virgen de la Trinidad                                                     | Javier Tudanca Pérez                           |        |
| 2000            | Virgen de las Angustias                 | Virgen de las Angustias                                                   | José Antonio Jiménez Langa                     |        |
| 2001            | Virgen de las Angustias                 | Cristo de los Desamparados                                                | José Antonio Jiménez Langa                     |        |
| 2004            | Jesús Resucitado                        | Cristo Resucitado                                                         | Talleres Granda                                |        |
| 2006            | Jesús de Medinaceli                     | Entrada de Jesús en Jerusalén                                             | Javier Tudanca Pérez                           |        |
| 2006            | Cristo de la Columna                    | Virgen de las Lágrimas                                                    | Bartolomé Alvarado Carrasco                    |        |
| 2008            | Virgen de las Angustias                 | Nuestro Señor de la Divina Misericordia                                   | José Antonio Jiménez Langa                     |        |
| 2008            | Cristo de la Esperanza y el Trabajo     | Virgen de la Misericordia                                                 | Rafael Martín Hernández                        |        |
| 2008            | Virgen de la Soledad                    | Cristo del Descendimiento                                                 | Jesús Méndez Lastrucci                         |        |
| 2009            | Virgen de la Soledad                    | Nicodemo                                                                  | Jesús Méndez Lastrucci                         |        |
| 2009            | Cristo de la Agonía                     | Santa Verónica                                                            | Cristina Canales                               |        |
| 2010            | Cristo de la Agonía                     | Santa María Magdalena                                                     | Talleres de Olot                               |        |
| 2010            | Santo Entierro                          | Atributos de la Pasión                                                    | Artemartínez                                   |        |
| 2011            | Virgen de las Angustias                 | San Pedro                                                                 | José Antonio Jiménez Langa                     |        |
| 2012            | Virgen de las Angustias                 | Caifás                                                                    | José Antonio Jiménez Langa                     |        |
| 2012            | Virgen de las Angustias                 | Posadera                                                                  | José Antonio Jiménez Langa                     |        |
| 2012            | Virgen de la Soledad                    | José de Arimatea                                                          | Jesús Méndez Lastrucci                         |        |
| 2013            | Jesús Resucitado                        | Virgen de la Salud                                                        | Salvador Madroñal Valle                        |        |
| 2014            |                                         | Cristo del Silencio en su Flagelación Ubicado en el Convento de la Imagen | Luis Álvarez Duarte                            |        |
| 2014            |                                         | Virgen de los Dolores en su Esperanza Ubicada en el Convento de la Imagen | Luis Álvarez Duarte                            |        |
| 2014            | Virgen del Carmen                       | Virgen de la Amargura                                                     | Fernando Murciano Abad                         |        |
| 2015            | Jesús Despojado                         | San Juan Evangelista                                                      | Juan Manuel Montaño Fernández                  |        |
| 2016            | Jesús Despojado                         | Virgen de la Paz y Esperanza                                              | Rafael Martín Hernández                        |        |
| 2016            | Jesús Despojado                         | Jesús despojado de sus vestiduras                                         | Rafael Martín Hernández                        |        |
| 2019            | Virgen de las Angustias                 | Nicodemo                                                                  | José Antonio Jiménez Langa                     |        |
| 2020            | Virgen de la Soledad                    | San Juan                                                                  | Jesús Méndez Lastrucci                         |        |
| 2020            | Jesús Despojado                         | Sayón                                                                     | Rafael Martín Hernández                        |        |
| 2022            | Virgen de las Angustias                 | Soldado romano                                                            | José Antonio Jiménez Langa                     |        |
| 2023            |                                         | Cristo del Amor Ubicado en el Oratorio de San Felipe                      | Manuel Martín Nieto                            |        |
| 2023            | Virgen de la Soledad                    | Virgen de los Dolores                                                     | Jesús Méndez Lastrucci                         |        |
| 2024            | Jesús de Medinaceli                     | María Magdalena                                                           | Juan Manuel Montaño Fernández                  |        |

## Espacio de la Semana Santa de Alcalá de Henares
El 11 de abril de 2025 se inauguró el denominado "Espacio de la Semana Santa de Alcalá de Henares" en la calle Cardenal Sandoval y Rojas, número 3. Es un centro cultural y turístico a cargo de la Junta de Cofradías Penitenciales, orientado a difundir la historia y tradiciones de la Semana Santa complutense. Las instalaciones ocupan las tres plantas del edificio y exhibe carteles informativos, esculturas, documentos, vídeos y ropajes, además de sala de exposiciones temporales.

## Música sacra
Las procesiones llevan acompañamiento musical, excepto las del Silencio (el Lunes Santo y Viernes Santo). Además, se programan diversos ciclos de conciertos corales y de marchas procesionales.
El 18 de marzo de 2023 se estrenó la "Marcha Magna de Alcalá". Marcha procesional compuesta expresamente para la Semana Santa Complutense por el músico Jesús Joaquín Espinosa de los Monteros, e interpretada por primera vez por la Banda de palio de Juventudes Musicales de Alcalá de Henares, bajo la dirección de Héctor Martín Rabadán.
Las agrupaciones musicales de tipo religioso de Alcalá de Henares son:
- Agrupación Musical Jesús de Medinaceli de Alcalá de Henares, fundada en 2000.[39]
- Agrupación Musical La Columna de Alcalá de Henares, fundada en 2009.[40]
- Agrupación Musical Humildad y Fe de Alcalá de Henares, fundada el 27 de abril de 2017.[41]
- Banda de Palio. Juventudes Musicales de Alcalá, fundada en 2021[42]

## Gastronomía
La repostería complutense se fundamenta en los dulces conventuales, como las almendras garrapiñadas, las migas con chocolate, las tejas, las rosquillas de Alcalá o el hornazo. Durante la Semana Santa, además de las tradicionales torrijas, en Alcalá destacan los típicos "penitentes" (dulces de chocolate y almendra con forma de capirote).